# Caleb Antill
Caleb Antill, né le 8 août 1995, est un rameur australien.

## Palmarès

### Jeux olympiques
- 2020 à Tokyo,  Japon
  -  Médaille de bronze en quatre sans barreur[1]

### Championnats du monde
- Championnats du monde d'aviron 2018 à Plovdiv,  Bulgarie
  -  Médaille d'argent en quatre de couple